# Kıyıdüzü, Tatvan
Kıyıdüzü là một xã thuộc huyện Tatvan, tỉnh Bitlis, Thổ Nhĩ Kỳ. Dân số thời điểm năm 2011 là 1.632 người.